# Marc Grandjean
Pour les articles homonymes, voir Grandjean.
Marc Grandjean, né le 27 mars 1882 à Saint-Quentin et mort le 15 mai 1949 à son domicile dans le 5e arrondissement de Paris, est l'inventeur, en 1909, de la machine dite sténotype Grandjean.

## Biographie
En 1923, il fonde avec sa femme, Charlotte Grandjean née Zecht (1890-?), la société Sténotype Grandjean pour fabriquer et commercialiser son invention. Cette technologie, aujourd'hui simplifiée et informatisée, permet de disposer de comptes rendus en quelques minutes.
À Paris, il ouvre également le premier centre de formation de sténotypistes, aujourd'hui localisé au Kremlin-Bicêtre.